# Joseph Parrenin
Pour les articles homonymes, voir Parrenin.
Joseph Parrenin, né en 1941 à Trévillers (Doubs), est un agriculteur et homme politique français. Il milite à la JAC puis au PS.

## Carrière politique
Maire de Thiébouhans (Doubs) en 1979, il se présente à diverses élections sans être élu.
De 1986 à 1997, il siège au conseil régional de Franche-Comté. En 1994, il est élu conseiller général du Doubs et ne se représente pas en 2001. En 1995, il est élu maire de Maîche, et enfin, en, 1997, député de la 3e circonscription du Doubs (Montbéliard-Baume-les-Dames). Candidat à sa réélection en 2002, il est battu par Marcel Bonnot (UMP).
Il est réélu maire de Maîche en 2001 et 2008. Réélu au conseil régional en 2004, il en est le premier vice-président. Il est à nouveau conseiller régional en 2010.
Candidat à un quatrième mandat municipal, sa liste est battue n'obtenant que 43 93 % des voix au premier tour des élections municipales du 23 mars 2014 face à la liste divers droite mené par Régis Ligier avec 56,06 %.
Bien que membre du Parti Socialiste, il soutient Emmanuel Macron à l'élection présidentielle 2017 et fait campagne pour le candidat de La République En Marche face au Parti Socialiste.

## Décorations
- Chevalier de l'ordre national du Mérite : il est fait chevalier le 29 mai 2019[2].